# Ekeby, Gotland
Ekeby är en bebyggelse runt Ekeby kyrka på Gotland. Från 2015 avgränsar SCB här en småort.
Bebyggelsen som SCB avgränsat ligger i byarna Mangsarve, Lindarve och Medebys.